# Roberto Abbondanzieri
Roberto Carlos Abbondanzieri (Bouquet, Santa Fe, 19 de agosto de 1972), conocido también por su apodo El Pato, es un exfutbolista argentino y actual ayudante de campo que jugaba de arquero. Jugó la mayor parte de su carrera en Boca Juniors, donde permaneció durante 10 temporadas y media, desde 1997 hasta 2006 y desde 2009 hasta 2010. Destacaba por sus grandes reflejos, presencia y por su habilidad para detener tiros desde el punto del penal. Es considerado el 8° mejor portero de la primera década del siglo XXI por la IFFHS. Su último equipo fue el S. C. Internacional de Porto Alegre.
Poseedor de una prestigiosa carrera, se inició profesionalmente en Rosario Central, donde permaneció por 2 años. Fue adquirido por Boca Juniors en 1997, donde fue durante varios años suplente de Óscar Córdoba, hasta la partida de este en diciembre de 2001. A partir de ese momento, pasaría a ser el dueño definitivo de la portería xeneize. En el equipo de la ribera vivió sus mejores momentos como profesional, ganando una buena cantidad de títulos nacionales e internacionales, siendo parte fundamental en la obtención de estos y volviéndose un ídolo para los aficionados de su equipo, además de jugar a nivel internacional con la Selección de Argentina la Copa América 2004, la Copa Mundial 2006 y la Copa América 2007. Fue campeón del mundo con Boca Juniors en el año 2003 cuando disputó la Copa Intercontinental 2003 frente al A. C. Milan de Italia, siendo fundamental en la obtención de este título, al convertirse en el héroe de la tanda de penaltis, parándole disparos a Andrea Pirlo y a Alessandro Costacurta.
Después de 9 años en Boca Juniors, fue transferido al Getafe C. F. de la Primera División de España. En este equipo tuvo grandes actuaciones, que lo llevaron a ganarse el cariño de toda su afición. Además, fue distinguido con el Trofeo Zamora al portero menos goleado de la Primera División de España. Tras 2 años, volvió a Boca Juniors, donde permaneció 2 temporadas y no logró adecuarse, encadenando una serie de malas actuaciones que lo llevaron a tomar la decisión de irse del club.
Arribó en el año 2010 al Internacional de Porto Alegre, en donde se consagró campeón de la Copa Libertadores 2010 y disputó el Mundial de Clubes 2010. Se retiró el 18 de diciembre de 2010, a los 38 años de edad, tras la victoria de su equipo, el Internacional de Porto Alegre, 4-2 sobre el Seongnam Ilhwa de Corea del Sur por el tercer puesto del Mundial de Clubes de ese año.
Finalizó su carrera con múltiples logros colectivos e individuales, donde destacan 4 Copas Libertadores, 2 Copas Intercontinentales, 2 Copas Sudamericanas, una Recopa Sudamericana, una Copa Conmebol y una gran cantidad de torneos locales de la Primera División de Argentina.

## Trayectoria

### Rosario Central (1994-1996)
Se inició en el fútbol en las categorías inferiores del Argentino Atlético Club de Las Parejas (provincia de Santa Fe) hasta que en 1988 pasó al Club Atlético Rosario Central. El 6 de diciembre de 1994 debutó en la primera división en el partido entre Rosario Central y Ferrocarril Oeste (1-1). Con el equipo rosarino ganó la Copa Conmebol en 1995. Estuvo con los canallas hasta 1996.

### Boca Juniors (1997-2006)
A comienzos del año 1997 su pase fue comprado por el Club Atlético Boca Juniors. En aquellos años, tras la salida del arquero Carlos Fernando Navarro Montoya (el Mono), alternó la titularidad con Sandro Guzmán, que fue dejado libre al final de la temporada. Entonces, el club de la Ribera compraría para la titularidad del arco de Boca al colombiano Óscar Córdoba. En el Torneo Clausura de 1999, Córdoba sufrió una lesión que le dio a Abbondanzieri la oportunidad de jugar varios partidos. Mientras concretaba actuaciones consagratorias, se lesionó gravemente el hombro en un superclásico. Tuvo que permanecer un año alejado de las canchas. Cuando el colombiano fue vendido al fútbol italiano a comienzos de 2002, Abbondanzieri obtuvo la titularidad permanente en el club Xeneize.
En 1998 gana el Torneo Apertura con este club, repitiendo el logró en 1999 cuando se proclamó otra vez campeón del Torneo clausura. En 2000 gana tres títulos con su club, un Torneo Apertura, una Copa Intercontinental (derrotando al poderoso Real Madrid por 2 a 1) y una Copa Libertadores de América, título que repetiría en 2001. En 2003 consigue proclamarse campeón del Torneo Apertura. Ese mismo año vuelve a conseguir la Copa Libertadores de América y la Copa Intercontinental al vencer al AC Milan en la tanda de penales, donde fue figura al atajar dos tiros, el primero a Andrea Pirlo y el segundo a Alessandro Costacurta. Ese año fue elegido el mejor portero del año de América del Sur. En 2005 ganó otro Torneo Apertura, y en el 2006 gana el Torneo Clausura. Además en su carrera deportiva ha ganado dos Copas Sudamericanas en 2004 y 2005, en esta última siendo la figura del partido, dado que en la tanda de penales atajó 2 disparos y ejecutó el penal definitorio, y una Recopa Sudamericana, en 2005, contra el Once Caldas.

### Getafe (2006-2008)
Tras una destacada participación en el Mundial 2006, fue vendido al Getafe Club de Fútbol por 3 millones de euros y se convirtió en el portero titular del cuadro madrileño.
Abbondanzieri ganó el Trofeo Zamora, que se otorga al portero menos goleado de la liga, por su actuación en la temporada 2006/07. En la temporada 2007/08, alcanzó con el Getafe los cuartos de final de la Copa de la UEFA. En un partido histórico contra el Bayern de Múnich, tuvo dos intervenciones desafortunadas y derivaron en dos goles de Luca Toni, que empató el partido 3 a 3 y le dieron el pase a semifinales a su rival en el último minuto de la prórroga, por los goles de visitante.

### Regreso a Boca Juniors (2009)
En enero de 2009 se concreta su vuelta a Boca Juniors, después de que el pase pareciera caído más de una vez (el Getafe pedía 100 000 euros más a Boca). Tendrá un contrato por dos temporadas.
En su primera mitad de año es eliminado en 8.º de final de la Copa Libertadores y queda muy lejos en la disputa del torneo. Para la pretemporada de invierno, Boca Juniors es invitado a jugar la Copa Audi, una copa por eliminación directa a la cual fueron invitados también el Bayern Múnich, el Manchester United y el AC Milan. En la primera semifinal, Boca es derrotado por el Manchester United por 2 a 1, teniendo que jugar un partido por el tercer puesto contra el otro perdedor, el AC Milan. El encuentro entre ambos finalizaría 1 a 1, teniendo que definir por tanda de penales. Aquí es donde Abbondanzieri es vital, ya que logra atajar dos penales, uno a Alexandre Pato, y tal y como sucedió en la final de la Copa Intercontinental en 2003, nuevamente desvía el remate de Andrea Pirlo, este último de una manera asombrosa, a mano cambiada.
Para la segunda mitad de año, Boca queda eliminado de la Copa Sudamericana rápidamente y, en el torneo, queda lejos de los primeros puestos. Boca luego repunta, con el teniendo una notable mejoría en su rendimiento, en partidos con Tigre y River (donde le atajó el penal a Ariel Ortega); luego decae y tiene un mal partido frente a Rosario Central. Luego, en los 8 partidos siguientes logra mantener el cero en su arco, mejorando su rendimiento.
Finalmente, deja el club de la Ribera para pasar al Inter de Brasil, luego de un año de esfuerzos infructuosos.

### Internacional de Porto Alegre (2010)
El 18 de febrero del 2010 se confirmó su transferencia por un año con opción a uno más al Internacional de Porto Alegre. Debutó en el club brasileño el 23 de febrero en un partido de Copa Libertadores de América ante Emelec, partido que finalizó 2-1 en favor de los brasileños. Si bien en un comienzo llegó al club de Porto Alegre para ser titular en la portería colorada, tras la salida del entrenador Jorge Fossati fue relegado al banquillo de los suplentes por decisión del nuevo técnico, Celso. El 18 de agosto consigue su cuarta Copa Libertadores de América, en la que disputó la mitad de los partidos como titular, tras consagrarse con el club gaucho en la final disputada ante el Club Deportivo Guadalajara. Luego de conseguir este nuevo título anunció su retirada de la actividad profesional tras disputar el Mundial de clubes en Emiratos Árabes, en diciembre del 2010. El día 20 de octubre de 2010 fue seleccionado por la IFFHS (Federación Internacional de historia y estadística del Fútbol) como el mejor arquero argentino de los últimos 25 años quedando en la posición N°21 a nivel mundial.
El Pato decidió poner fin a su carrera futbolística el día sábado 18 de diciembre de 2010. Entró en el minuto 74 del partido por el tercer puesto de la Copa Mundial de Clubes de la FIFA 2010 frente al Seongnam Ilhwa Chunma (Corea del Sur). En ese encuentro ante el equipo coreano recibió los últimos dos goles de su carrera deportiva de parte del mediapunta colombiano Mauricio Mao Molina. Su equipo igualmente ganó el encuentro 4 a 2.

## Selección nacional

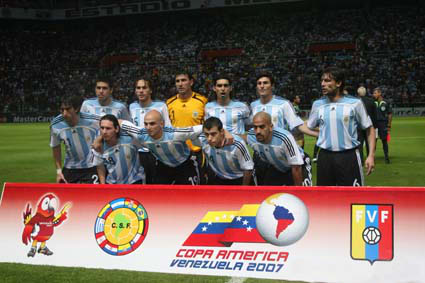
Abbondanzieri (arriba, tercero desde la izquierda) con el equipo de la Copa América 2007.

A los 16 años de edad fue convocado para disputar la Copa Mundial de Fútbol Sub-16 de 1989 desarrollada en Escocia. Atajó en los 3 partidos de la fase de grupos donde Argentina terminó en segundo lugar. En cuartos de final su equipo perdió ante Portugal por 2 a 1 (uno de los goles lo marcó Luís Figo).
Su primer llamado a la Selección Nacional mayor de la mano de Daniel Passarella fue el 9 de octubre de 1996 en un partido de lasEliminatorias de 1998 contra Venezuela, en donde no jugó y estuvo de suplente.
Su debut en la Selección Nacional mayor se produjo el 6 de junio de 2004 en el partido disputado en Buenos Aires contra la selección de Paraguay finalizado en 0 a 0. Fue subcampeón de las Copas América de 2004 y 2007 y fue el arquero titular durante el Mundial disputado en Alemania en el año 2006. Allí tuvo una destacada actuación, lesionándose en el partido crucial por los cuartos de final ante la selección local, luego de ser golpeado en el abdomen por el jugador alemán Miroslav Klose. Luego de salir lesionado, fue reemplazado por Leonardo Franco y su equipo quedó eliminado por penales 4 a 2.
Su último encuentro vistiendo la camiseta de la selección argentina fue por las eliminatorias para el Mundial de Sudáfrica 2010 contra la selección de Paraguay. En una jugada que terminó en gol paraguayo, Abbondanzieri sufrió una lesión en la rodilla y fue reemplazado por Juan Pablo Carrizo.

### Participaciones en Copas América
| Torneo            | Sede      | Resultado  | Partidos | G.R | Valla Invicta |
| ----------------- | --------- | ---------- | -------- | --- | ------------- |
| Copa América 2004 | Perú      | Subcampeón | 6        | -6  | 2             |
| Copa América 2007 | Venezuela | Subcampeón | 6        | -6  | 3             |
| Total             | Total     | Total      | 12       | -12 | 5             |

### Participaciones en Copas del Mundo
| Torneo                   | Sede     | Resultado        | Partidos | G.R | Valla Invicta |
| ------------------------ | -------- | ---------------- | -------- | --- | ------------- |
| Copa Mundial Sub-16 1989 | Escocia  | Cuartos de final | 4        | -3  | 2             |
| Copa Mundial 2006        | Alemania | Cuartos de final | 5        | -2  | 3             |
| Total                    | Total    | Total            | 9        | -5  | 5             |

### Participaciones en Clasificatorias a Copas del Mundo
| Eliminatorias                 | Sede            | Resultado | Partidos | G. en contra | Valla Invicta |
| ----------------------------- | --------------- | --------- | -------- | ------------ | ------------- |
| Eliminatorias Mundial de 1998 | América del Sur | 1.º lugar | 0        | -0           | 0             |
| Eliminatorias Mundial de 2006 | América del Sur | 2.º lugar | 11       | -9           | 4             |
| Eliminatorias Mundial de 2010 | América del Sur | 4.º lugar | 7        | -4           | 4             |
| Total                         | Total           | Total     | 18       | -13          | 8             |

### Estadísticas
| Selección          | Año   | Amistoso | Amistoso | Eliminatorias | Eliminatorias | Copa América | Copa América | Mundial | Mundial | Total | Total |
| Selección          | Año   | PJ       | GR       | PJ            | GR            | PJ           | GR           | PJ      | GR      | PJ    | GR    |
| Sub-16 Argentina   | 1989  | -        | -        | -             | -             | -            | -            | 4       | (-2)    | 4     | (-2)  |
| Sub-16 Argentina   | Total | -        | -        | -             | -             | -            | -            | 4       | (-2)    | 4     | (-2)  |
| Absoluta Argentina |       |          |          |               |               |              |              |         |         |       |       |
| 1996               | -     | -        | 0        | 0             | -             | -            | -            | -       | 0       | 0     |       |
| 2004               | 0     | 0        | 5        | (-5)          | 6             | (-6)         | -            | -       | 11      | (-11) |       |
| 2005               | 3     | (-4)     | 6        | (-3)          | -             | -            | -            | -       | 9       | (-7)  |       |
| 2006               | 4     | (-8)     | -        | -             | -             | -            | 5            | (-2)    | 9       | (-10) |       |
| 2007               | 4     | (-4)     | 4        | (-1)          | 6             | (-6)         | -            | -       | 14      | (-9)  |       |
| 2008               | 3     | (-1)     | 3        | (-2)          | -             | -            | -            | -       | 6       | (-3)  |       |
| Total              | 14    | (-17)    | 18       | (-11)         | 12            | (-12)        | 5            | (-2)    | 49      | (-41) |       |
| Total              | Total | 14       | (-17)    | 18            | (-11)         | 12           | (-12)        | 9       | (-4)    | 53    | (-43) |

## Post-retiro futbolístico

### Partido homenaje
Finalmente, el Pato tuvo su despedida oficial del fútbol profesional, el 25 de junio de 2011, en el club Argentino Athlétic Club de la localidad de Las Parejas, Santa Fe, de donde el arquero se desarrollara deportivamente. En el encuentro, se desarrollaron campeonatos de penales, donde los participantes del público debían batir al homenajeado y más tarde se dio lugar al Gran Partido de Despedida. El mismo, se desarrolló en dos períodos de 30 minutos cada uno, enfrentándose los equipos de los amigos del "Pato" y el de los amigos del campeón mundial Jorge Valdano. Como curiosidad, este encuentro fue dirigido inicialmente por el internacional Héctor Baldassi y promediando los 20 minutos de la segunda mitad, por el mediocampista Leonardo Ponzio. ¿El motivo? Durante el desarrollo del encuentro, se sucedieron situaciones insólitas como el ingreso de Martín Palermo al arco del equipo de Abbondanzieri, el cambio de bando de este último durante la última mitad, el ingreso de una pelota gigante, etc. Con todos estos ingredientes, Baldassi intercambió roles con Ponzio generando un verdadero clima de alegría y fiesta. El resultado final, fue un 7-4 para el equipo de Abbondanzieri, en el cual también participaron jugadores como Diego Cagna, Guillermo Barros Schelotto, Hugo Ibarra, el automovilista Roberto "el gringo" del Bo y los hijos del homenajeado.

### Automovilismo
Tras su retiro de la actividad futbolística, Roberto Abbondanzieri comenzó a transitar el camino del deporte motor. En varias oportunidades, había imaginado su futuro como piloto tras su retiro del campo de fútbol. Este sueño comenzaría a concretarse el 4 de agosto de 2011 al conocerse la noticia de su debut en la disciplina, dentro de la categoría argentina Top Race. La participación, se vería facilitada por una invitación cursada por la categoría al ex-guardavallas para participar en la categoría Top Race Series, formando parte de la denominada "Carrera del Año", la cual tendría lugar el 4 de septiembre de ese mismo año. Pero en este emprendimiento, Abbondanzieri no se encontraría solo, ya que junto a él también participaría su excompañero de equipo en Boca Juniors, el exdelantero y goleador Martín Palermo, quien también había expresado su deseo de continuar su carrera como automovilista. Ambos exfutbolistas, competirán en la denominada "carrera del Año", en la cual Top Race comparte su calendario con la Fórmula Truck del Brasil en el Autódromo Oscar y Juan Gálvez, y a su vez, los dos correrán a bordo de unidades similares, siendo estas dos Chevrolet Vectra II (marca de la cual Abbondanzieri se confesara fanático) atendidas por la escuadra GT Racing.

## Estadísticas
Datos actualizados al fin de la carrera deportiva.
| Club | Div           | Temporada     | Liga | Liga | Liga | Estadual (1) | Estadual (1) | Estadual (1) | Copas (2) | Copas (2) | Copas (2) | Internacional (3) | Internacional (3) | Internacional (3) | Total (4) | Total (4) | Total (4) |
| Club | Div           | Temporada     | PJ   | GR   | VI   | PJ           | GR           | VI           | PJ        | GR        | VI        | PJ                | GR                | VI                | PJ        | GR        | VI        |
| --- | ------------- | ------------- | ---- | ---- | ---- | ------------ | ------------ | ------------ | --------- | --------- | --------- | ----------------- | ----------------- | ----------------- | --------- | --------- | --------- |
| C. A. Rosario Central Argentina |               |               |      |      |      |              |              |              |           |           |           |                   |                   |                   |           |           |           |
| 1.ª | A-1994        | 2             | 2    | 0    | -    | -            | -            | -            | -         | -         | -         | -                 | -                 | 2                 | 2         | 0         |           |
| 1.ª | C-1995        | 12            | 14   | 3    | -    | -            | -            | -            | -         | -         | -         | -                 | -                 | 12                | 14        | 3         |           |
| 1.ª | A-1995        | 19            | 20   | 8    | -    | -            | -            | -            | -         | -         | -         | -                 | -                 | 19                | 20        | 8         |           |
| 1.ª | C-1996        | 6             | 6    | 1    | -    | -            | -            | -            | -         | -         | -         | -                 | -                 | 6                 | 6         | 1         |           |
| 1.ª | A-1996        | 18            | 27   | 4    | -    | -            | -            | -            | -         | -         | 5         | 10                | 1                 | 23                | 37        | 5         |           |
| Total club | Total club    | 57            | 69   | 16   | 0    | 0            | 0            | 0            | 0         | 0         | 5         | 10                | 1                 | 62                | 79        | 17        |           |
| C. A. Boca Juniors Argentina |               |               |      |      |      |              |              |              |           |           |           |                   |                   |                   |           |           |           |
| 1.ª | C-1997        | 8             | 15   | 0    | -    | -            | -            | -            | -         | -         | -         | -                 | -                 | 8                 | 15        | 0         |           |
| 1.ª | A-1997        | 2             | 3    | 0    | -    | -            | -            | -            | -         | -         | 2         | 4                 | 0                 | 4                 | 7         | 0         |           |
| 1.ª | C-1998        | 11            | 14   | 4    | -    | -            | -            | -            | -         | -         | -         | -                 | -                 | 11                | 14        | 4         |           |
| 1.ª | A-1998        | -             | -    | -    | -    | -            | -            | -            | -         | -         | 6         | 7                 | 2                 | 6                 | 7         | 2         |           |
| 1.ª | C-1999        | 8             | 2    | 6    | -    | -            | -            | -            | -         | -         | -         | -                 | -                 | 8                 | 2         | 6         |           |
| 1.ª | C-2000        | 8             | 10   | 2    | -    | -            | -            | -            | -         | -         | -         | -                 | -                 | 8                 | 10        | 2         |           |
| 1.ª | A-2000        | 1             | 0    | 1    | -    | -            | -            | -            | -         | -         | 6         | 7                 | 2                 | 7                 | 7         | 3         |           |
| 1.ª | C-2001        | 15            | 19   | 5    | -    | -            | -            | -            | -         | -         | 2         | 0                 | 2                 | 17                | 19        | 7         |           |
| 1.ª | A-2001        | 5             | 10   | 0    | -    | -            | -            | -            | -         | -         | 5         | 8                 | 1                 | 10                | 18        | 1         |           |
| 1.ª | C-2002        | 17            | 15   | 8    | -    | -            | -            | -            | -         | -         | 10        | 4                 | 6                 | 27                | 19        | 14        |           |
| 1.ª | A-2002        | 19            | 15   | 8    | -    | -            | -            | -            | -         | -         | 2         | 3                 | 1                 | 21                | 18        | 9         |           |
| 1.ª | C-2003        | 14            | 10   | 7    | -    | -            | -            | -            | -         | -         | 14        | 13                | 4                 | 28                | 23        | 11        |           |
| 1.ª | A-2003        | 18            | 9    | 11   | -    | -            | -            | -            | -         | -         | 2         | 2                 | 0                 | 20                | 11        | 11        |           |
| 1.ª | C-2004        | 14            | 11   | 6    | -    | -            | -            | -            | -         | -         | 13        | 9                 | 7                 | 27                | 20        | 13        |           |
| 1.ª | A-2004        | 17            | 15   | 6    | -    | -            | -            | -            | -         | -         | 9         | 7                 | 3                 | 26                | 22        | 9         |           |
| 1.ª | C-2005        | 14            | 23   | 1    | -    | -            | -            | -            | -         | -         | 10        | 10                | 7                 | 24                | 33        | 8         |           |
| 1.ª | A-2005        | 17            | 12   | 8    | -    | -            | -            | -            | -         | -         | 9         | 11                | 1                 | 26                | 23        | 9         |           |
| 1.ª | C-2006        | 16            | 11   | 7    | -    | -            | -            | -            | -         | -         | -         | -                 | -                 | 16                | 11        | 7         |           |
| 1.ª | C-2009        | 19            | 25   | 3    | -    | -            | -            | -            | -         | -         | 8         | 6                 | 3                 | 27                | 31        | 6         |           |
| 1.ª | A-2009        | 19            | 24   | 5    | -    | -            | -            | -            | -         | -         | 2         | 2                 | 0                 | 21                | 26        | 5         |           |
| 1.ª | C-2010        | 3             | 7    | 0    | -    | -            | -            | -            | -         | -         | -         | -                 | -                 | 3                 | 7         | 0         |           |
| Total club | Total club    | 245           | 250  | 88   | 0    | 0            | 0            | 0            | 0         | 0         | 100       | 93                | 39                | 345               | 343       | 203       |           |
| Getafe C. F. · España |               |               |      |      |      |              |              |              |           |           |           |                   |                   |                   |           |           |           |
| 1.ª | 2006-07       | 36            | 30   | 14   | -    | -            | -            | 1            | 0         | 1         | -         | -                 | -                 | 37                | 30        | 15        |           |
| 1.ª | 2007-08       | 34            | 42   | 11   | -    | -            | -            | 1            | 0         | 1         | 8         | 10                | 2                 | 47                | 52        | 14        |           |
| 1.ª | 2008-09       | 13            | 22   | 2    | -    | -            | -            | -            | -         | -         | -         | -                 | -                 | 13                | 22        | 2         |           |
| Total club | Total club    | 83            | 94   | 27   | 0    | 0            | 0            | 2            | 0         | 2         | 8         | 10                | 2                 | 93                | 104       | 31        |           |
| S. C. Internacional · Brasil |               |               |      |      |      |              |              |              |           |           |           |                   |                   |                   |           |           |           |
| 1.ª | 2010          | 8             | 10   | 2    | 10   | 10           | 4            | -            | -         | -         | 11        | 9                 | 6                 | 29                | 29        | 12        |           |
| Total club | Total club    | 8             | 10   | 2    | 10   | 10           | 4            | 0            | 0         | 0         | 11        | 9                 | 6                 | 29                | 29        | 12        |           |
| Total carrera | Total carrera | Total carrera | 393  | 423  | 133  | 10           | 10           | 4            | 2         | 0         | 2         | 124               | 122               | 48                | 529       | 555       | 187       |
| (1) Incluye datos del Campeonato Gaúcho (2010). (2) Incluye datos de la Copa del Rey (2006-07, 2007-08). (3) Incluye datos de la Copa Conmebol (1996); Supercopa Sudamericana (1997); Copa Mercosur (1998, 2000, 2001); Copa Libertadores (2001, 2002, 2003, 2004, 2005, 2009, 2010); Copa Sudamericana (2002, 2003, 2004, 2005, 2009); Copa Intercontinental (2003); Recopa Sudamericana (2004, 2005); Copa UEFA (2007-08); Copa Mundial de Clubes de la FIFA (2010). (4) No incluye goles en partidos amistosos. |               |               |      |      |      |              |              |              |           |           |           |                   |                   |                   |           |           |           |

### Penales atajados
| Torneo                 | Equipo                | Rival                        | Ejecutante          | Resultado |
| ---------------------- | --------------------- | ---------------------------- | ------------------- | --------- |
| Torneo Apertura 1995   | C. A. Rosario Central | C. A. Gimnasia y Esgrima (J) | Marcelo Trimarchi   | 2-4       |
| Torneo Clausura 2000   | C. A. Boca Juniors    | C. A. Talleres (C)           | Julián Maidana      | 2-2       |
| Copa Libertadores 2001 | C. A. Boca Juniors    | C. D. Oriente Petrolero      | Milton Coimbra      | 1-0       |
| Torneo Clausura 2001   | C. A. Boca Juniors    | C. A. Independiente          | Diego Forlán        | 2-1       |
| Copa Libertadores 2002 | C. A. Boca Juniors    | Montevideo Wanderers F. C.   | Sergio Blanco       | 2-0       |
| Copa Libertadores 2003 | C. A. Boca Juniors    | Independiente de Medellín    | Tressor Moreno      | 2-0       |
| Copa Libertadores 2003 | C. A. Boca Juniors    | C. D. Cobreloa               | Fernando Martel     | 2-1       |
| Torneo Apertura 2003   | C. A. Boca Juniors    | Racing Club                  | Milovan Mirosevic   | 4-1       |
| Copa Sudamericana 2004 | C. A. Boca Juniors    | Cerro Porteño                | Julio Dos Santos    | 1-1       |
| Copa Libertadores 2005 | C. A. Boca Juniors    | Sporting Cristal             | Luis Alberto Bonnet | 3-0       |
| Torneo Clausura 2005   | C. A. Boca Juniors    | C. A. Rosario Central        | Paulo Ferrari       | 4-1       |
| Torneo Clausura 2005   | C. A. Boca Juniors    | A. A. Argentinos Juniors     | Carlos Galván       | 1-2       |
| Liga de España 2006-07 | Getafe C. F.          | R. C. R. Huelva              | Javi Guerrero       | 2-1       |
| Liga de España 2007-08 | Getafe C. F.          | Levante U. D.                | Mustapha Riga       | 2-1       |
| Torneo Apertura 2009   | C. A. Boca Juniors    | C. A. River Plate            | Ariel Ortega        | 1-1       |

## Palmarés

### Campeonatos nacionales
| Título           | Equipo             | País      | Año    |
| ---------------- | ------------------ | --------- | ------ |
| Primera División | C. A. Boca Juniors | Argentina | A-1998 |
| Primera División | C. A. Boca Juniors | Argentina | C-1999 |
| Primera División | C. A. Boca Juniors | Argentina | A-2000 |
| Primera División | C. A. Boca Juniors | Argentina | A-2003 |
| Primera División | C. A. Boca Juniors | Argentina | A-2005 |
| Primera División | C. A. Boca Juniors | Argentina | C-2006 |

### Copas internacionales
| Título                | Equipo                | Sede         | Año  |
| --------------------- | --------------------- | ------------ | ---- |
| Copa Conmebol         | C. A. Rosario Central | Rosario      | 1995 |
| Copa Libertadores     | C. A. Boca Juniors    | São Paulo    | 2000 |
| Copa Intercontinental | C. A. Boca Juniors    | Tokio        | 2000 |
| Copa Libertadores     | C. A. Boca Juniors    | Buenos Aires | 2001 |
| Copa Libertadores     | C. A. Boca Juniors    | São Paulo    | 2003 |
| Copa Intercontinental | C. A. Boca Juniors    | Yokohama     | 2003 |
| Copa Sudamericana     | C. A. Boca Juniors    | Buenos Aires | 2004 |
| Recopa Sudamericana   | C. A. Boca Juniors    | Manizales    | 2005 |
| Copa Sudamericana     | C. A. Boca Juniors    | Buenos Aires | 2005 |
| Copa Libertadores     | S. C. Internacional   | Porto Alegre | 2010 |

### Distinciones individuales
| Distinción                                                       | Año     |
| ---------------------------------------------------------------- | ------- |
| Parte del Equipo Ideal de América                                | 2003    |
| Sexto mejor portero del mundo según la IFFHS                     | 2003    |
| Séptimo mejor portero del mundo según la IFFHS                   | 2004    |
| Trofeo Zamora de la Primera División de España                   | 2006-07 |
| XI ideal de la La Liga según el ranking de los Premios Don Balón | 2006-07 |
| Premio Don Balón - Mejor jugador veterano de la La Liga          | 2006-07 |
| 8° mejor portero de la década (2001-2010) según la IFFHS         | 2012    |